# Kombi

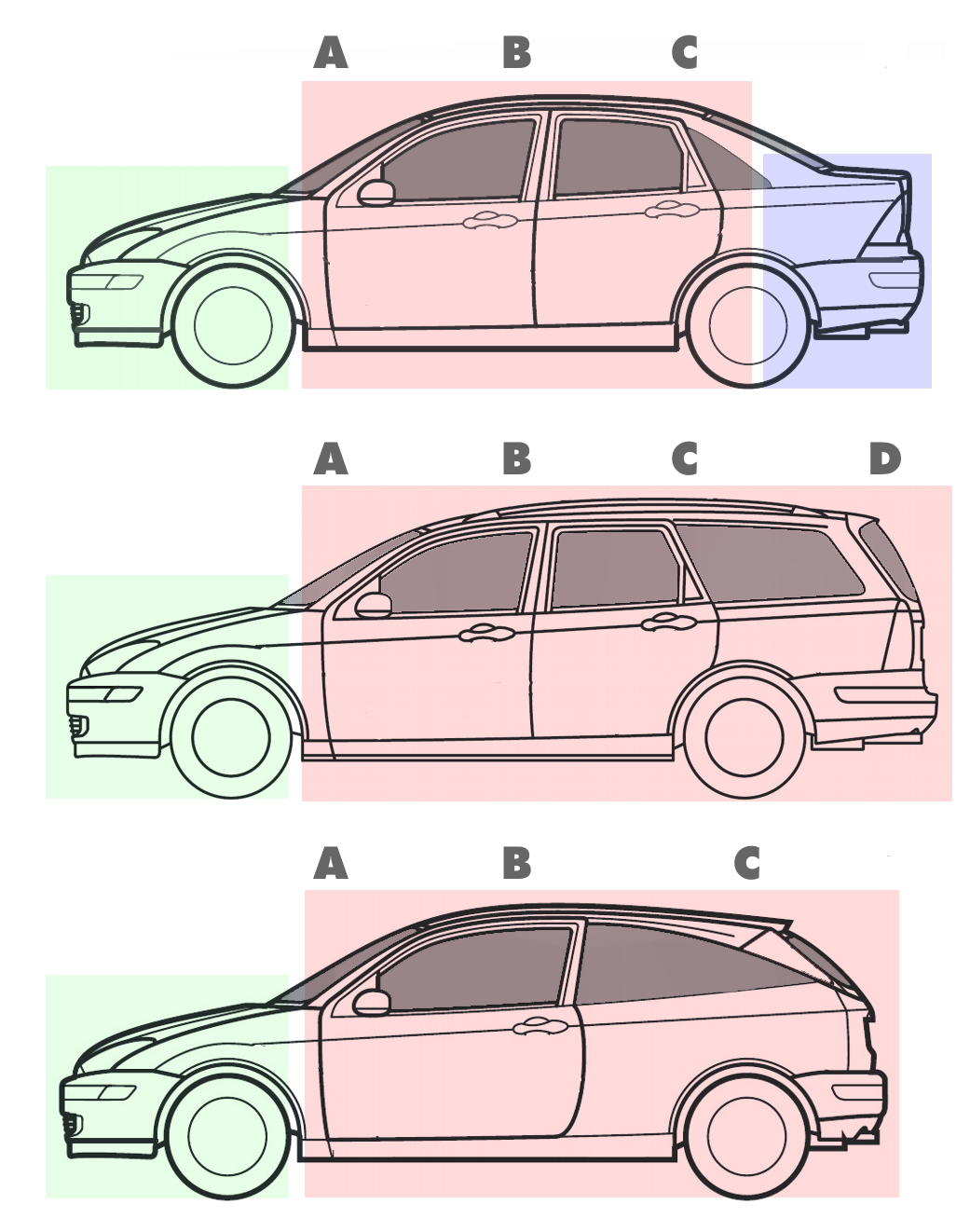
Typické konfigurace karosérie: sedan, kombi a hatchback

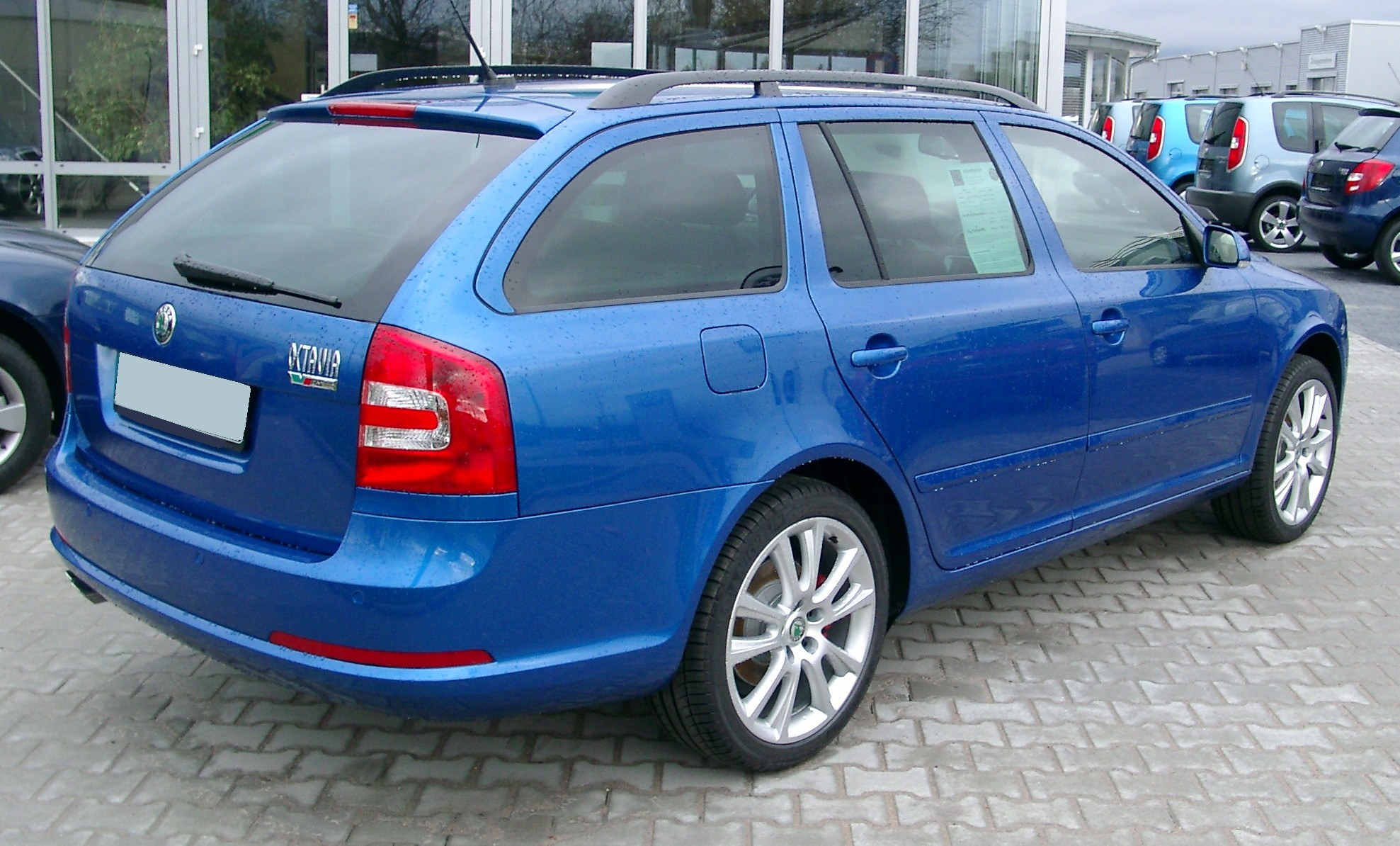
Škoda Octavia RS s karoserií kombi

Kombi nebo combi je typ karoserie osobních automobilů s velkým zavazadlovým prostorem. Pro karoserii kombi je charakteristická prodloužená linie střechy, která na rozdíl od sedanu pokračuje i nad zavazadlovým prostorem vzadu a je ukončena zadními dveřmi, které se otvírají vzhůru nebo do strany. Zadní dveře jsou oproti karoserii typu hatchback umístěny svisleji, případně svisle. Prodloužená část střechy je na bocích doplněna třetí řadou bočních oken. V těchto místech mívají hatchbacky často rozšířený C-sloupek. Zadní řady sedadel bývají sklopné nebo vyjímatelné kvůli možnosti zvětšení zavazadlového prostoru.

## Názvy
Název kombi, používaný kromě Česka také v německy mluvících zemích, je odvozen od kombinace účelu vozidla, které je určeno jak pro přepravu osob, tak nákladu. V Americe , kde před vlakovými nádražími postávali taxikáři s takto upravenými vozy vznikl název station wagon (STW). Pro název tohoto typu karoserie se ale vžily i názvy suburban (předměstský) či carryall (USA), v Anglii estate, a ve Francii break.
Označení se liší také podle výrobce. Alfa Romeo označuje kombi jako Sportwagon, Audi používá pro svá kombi označení Avant, BMW Touring, Citroën u starších modelů Break, u novějších Tourer, Fiat někdy používá Weekend nebo MultiWagon, Volkswagen Variant, Opel používá někdy označení Caravan nebo SportsTourer, Peugeot používá označení SW, což je novodobá zkratka pro Station Wagon, Seat Vario nebo SportTourer, Renault Grandtour, Ford Turnier, Kia SportyWagon.

## Historie

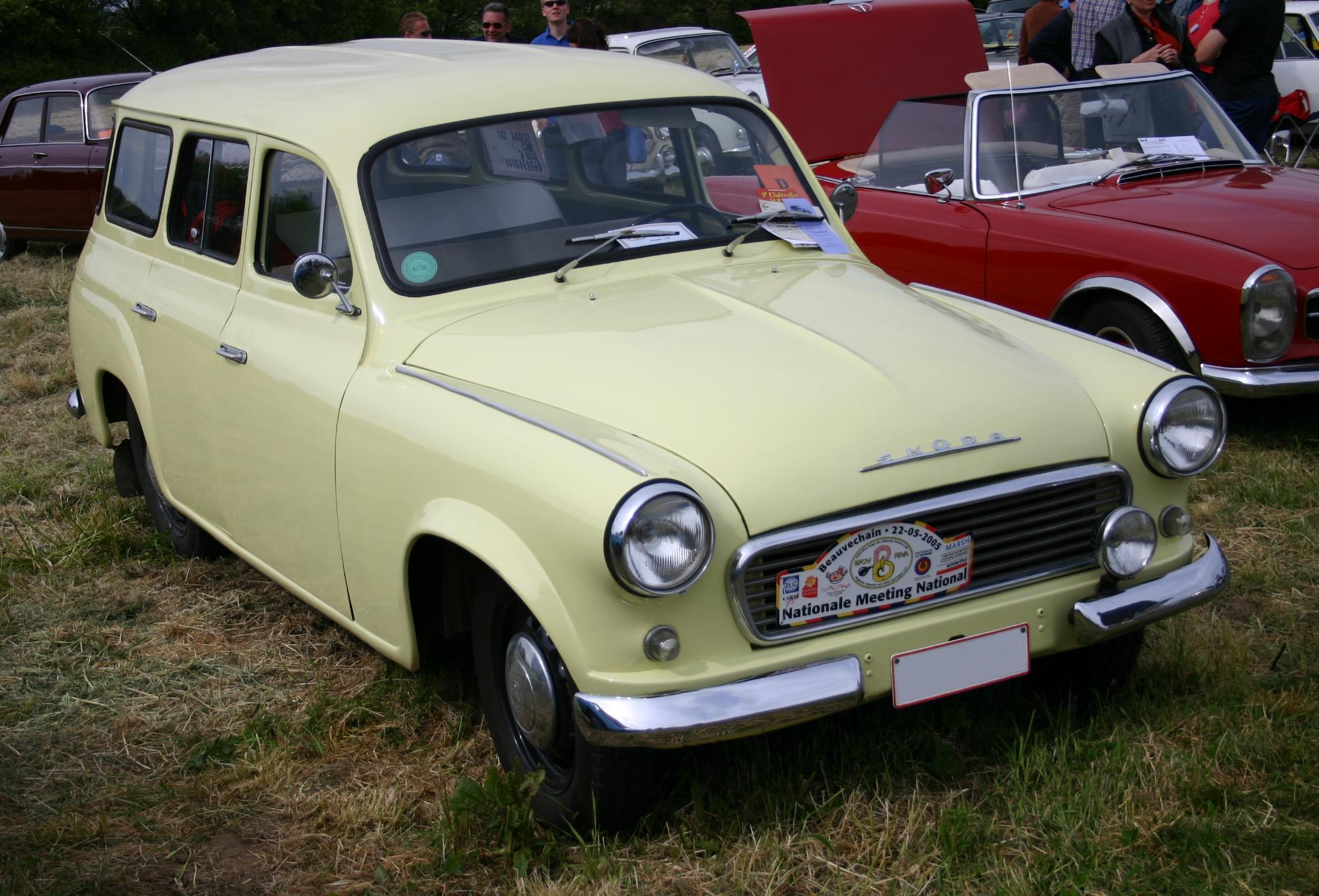
„Stejšna“ Škoda 1202

Původem americký typ karoserie, hojně využívaný u vozů taxi, první vozy s karoserií STW byly přestavbami vozů, jako materiál se používalo hlavně dřevo. V Československu přešlo označení STW do obecného povědomí s vozem Škoda 1202, lidově zvaným „stejšn“.